# Anne-Marie Rivier
Anne-Marie Rivier (19 de dezembro de 1768 - 3 de fevereiro de 1838) foi uma religiosa católica romana francesa e fundadora das Soeurs de la Présentation de Marie (Congregação das Irmãs da Apresentação de Maria). O foco de Rivier estava na educação e ela abriu uma escola pouco antes do início da Revolução Francesa, que viu sua escola confiscada. O fim da revolução permitiu que ela retomasse suas inclinações educacionais e também fundou sua ordem religiosa para cuidar da educação de órfãos e outras crianças que precisavam de educação.

## Biografia
Anne-Marie Rivier (também conhecida como Marinette) nasceu em 19 de dezembro de 1768 em Montpezat-sous-Bauzon em Ardèche como a terceira de quatro filhos de Jean Rivier e sua esposa. Seu batismo foi celebrado naquele mês antes do Natal com sua avó atuando como madrinha. Sua mãe morreu em 1793.
Dezesseis meses após seu nascimento, no final de abril de 1770, ela sofreu um acidente que resultou em um quadril e tornozelo quebrados a ponto de não poder andar; começou a engatinhar para compensar a total falta de movimento. Até os cinco anos, sua mãe a levava ao santuário local - a "Capela dos Penitentes" - onde passava horas em reflexão silenciosa diante de uma representação da Pietà. Em 8 de setembro de 1774, ela descobriu que era capaz de andar, embora com a ajuda de muletas, embora sofresse de raquitismo e, na idade adulta, media 1,32 m. Para alguém que tinha sido incapaz de caminhar até este estágio já era uma espécie de milagre; sua força retornaria com o tempo, apesar de não ser forte devido a isso. Em 1785, ela se inscreveu para se juntar às Irmãs de Notre Dame em Pradelles, mas foi recusada devido à sua saúde precária. Mas ela não se intimidou e, em vez disso, estabeleceu uma escola em sua cidade natal em 1786.
A nação logo experimentou o trauma da Revolução Francesa; todas as congregações religiosas foram suprimidas e os atos de expressão religiosa foram vistos com suspeita. Mas ela se apegou à sua crença em Jesus Cristo e à vivência dessa fé; quando não havia sacerdote disponível para celebrar a Eucaristia, ela realizava serviços especiais e continuou a ensinar sobre a Bíblia e outros assuntos de fé. Ela tinha uma devoção particular a São Francisco Xavier e São Francisco Regis.
Em 1794, as autoridades confiscaram o prédio em que funcionava a escola e Rivier e seus companheiros se mudaram para a cidade de Thueyts, onde o padre Luigi Pontanier os apoiou (ele era membro da Sociedade de Saint-Sulpice). Foi no sótão da nova escola que - em 21 de novembro de 1796 - as cinco mulheres se dedicaram a Deus que foi o fundamento formal de sua nova ordem religiosa. O grupo se comprometeu a ensinar e começou a trabalhar com órfãos e visitar pessoas em suas casas. Em 1797 o grupo aumentou para doze e as mulheres fizeram suas profissões religiosas em 21 de novembro de 1797. A Concordata de 1801 permitiu que a religião fosse praticada mais uma vez na França e a nova congregação cresceu como resultado disso. Devido ao rápido aumento do número de membros, a casa-mãe foi transferida para instalações maiores em Bourg-Saint-Andéol em 1815. Em 1805 a ordem recebeu uma benção e encorajamento do Papa Pio VII que estava cruzando a França para voltar a Roma. Ela e vários outros vestiram o hábito pela primeira vez em 21 de novembro de 1807.
Rivier morreu em 1838 e ela sofria de hidropisia no final de sua vida. Em 2005 sua ordem contava com 1.352 religiosos em 189 casas em nações como Irlanda e Filipinas. A ordem recebeu o decreto de louvor (antes de sua morte) em 6 de maio de 1836 do Papa Gregório XVI, enquanto o Papa Pio X emitiu aprovação pontifícia completa para sua congregação em 23 de maio de 1909. Mas também recebeu a aprovação necessária do governo do rei Carlos X em 29 de maio de 1830.

## Beatificação
O processo de beatificação começou sob o Papa Pio IX (que uma vez a chamou de "A Mulher Apóstola") e ela recebeu o título de Serva de Deus em 12 de maio de 1853; a confirmação de sua virtude heróica levou o Papa Leão XIII a nomear Rivier como Venerável, enquanto a confirmação de um milagre atribuído a ela permitiu que o Papa João Paulo II presidisse sua beatificação em 23 de maio de 1982.